# Vinicio Cartagena
Vinicio Cartagena (15 de abril de 1986, Latacunga, Cotopaxi, Ecuador) futbolista ecuatoriano que actualmente juega en el club Mushuc Runa de la Serie B de Ecuador.

## Trayectoria
Su debut en el fútbol profesional se remite a 2010, año en el que se da su primera aparición en el primer equipo de |a UTC en Primera Categoría B. En 2011 ficha por Técnico Universitario de Ambato, club con el que debuta en la  Primera Categoría A

## Clubes
| Club                  | País    | Año       |
| --------------------- | ------- | --------- |
| Deportivo Cotopaxi    | Ecuador | 2002      |
| Ramón Barba Naranjo   | Ecuador | 2008      |
| UTC                   | Ecuador | 2009-2011 |
| Deportivo Cotopaxi    | Ecuador | 2011      |
| Técnico Universitario | Ecuador | 2012-2013 |
| Mushuc Runa           | Ecuador | 2014-     |

## Palmarés

### Campeonatos nacionales
| Título                                   | Club | País    | Año  |
| ---------------------------------------- | ---- | ------- | ---- |
| Campeonato Nacional de Segunda Categoría | UTC  | Ecuador | 2009 |